# Daniel Siebert
Daniel Siebert (Berlijn, 4 mei 1984) is een Duits voetbalscheidsrechter. Hij is in dienst van FIFA en UEFA sinds 2015. Ook leidt hij sinds 2012 wedstrijden in de Bundesliga.
Op 1 september 2012 leidde Siebert zijn eerste wedstrijd in de hoogste afdeling van de Duitse nationale competitie. Tijdens het duel tussen Schalke 04 en FC Augsburg (3–1) trok de leidsman driemaal de gele kaart. Zijn eerste interland floot hij op 9 juni 2015, toen Luxemburg met 0–0 gelijkspeelde tegen Moldavië. Tijdens dit duel gaf Siebert drie gele kaarten.
In de zomer van 2020 werd Siebert opgenomen op de lijst met scheidsrechters voor het uitgestelde EK 2020. Op het toernooi leidde hij drie wedstrijden. In mei 2022 werd hij gekozen als een van de scheidsrechters die actief zouden zijn op het WK 2022 in Qatar. Tijdens dit toernooi leidde hij twee wedstrijden. In april 2024 werd hij opgenomen op de lijst van scheidsrechters voor het EK 2024 in Duitsland. Op het toernooi floot hij twee groepswedstrijden.

## Interlands
| Datum             | Plaats                       | Wedstrijd                | Uitslag | Competitie             | Kreeg geel | Kreeg voor de tweede keer geel en dus rood | Weggestuurd |
| ----------------- | ---------------------------- | ------------------------ | ------- | ---------------------- | ---------- | ------------------------------------------ | ----------- |
| 9 juni 2015       | Luxemburg, Luxemburg         | Luxemburg – Moldavië     | 0 – 0   | Vriendschappelijk      | 3          | 0                                          | 0           |
| 29 mei 2016       | Antalya, Turkije             | Turkije – Montenegro     | 1 – 0   | Vriendschappelijk      | 1          | 0                                          | 0           |
| 13 oktober 2018   | Oslo, Noorwegen              | Noorwegen – Slovenië     | 1 – 0   | Nations League 2018/19 | 2          | 0                                          | 0           |
| 5 september 2019  | Jerevan, Armenië             | Armenië – Italië         | 1 – 3   | EK 2020 kwalificatie   | 4          | 1                                          | 0           |
| 19 november 2019  | Warschau, Polen              | Polen – Slovenië         | 3 – 2   | EK 2020 kwalificatie   | 4          | 1                                          | 0           |
| 3 september 2020  | Helsinki, Finland            | Finland – Wales          | 0 – 1   | Nations League 2020/21 | 7          | 0                                          | 0           |
| 14 november 2020  | Solna, Zweden                | Zweden – Kroatië         | 2 – 1   | Nations League 2020/21 | 3          | 0                                          | 0           |
| 24 maart 2021     | Turijn, Italië               | Portugal – Azerbeidzjan  | 1 – 0   | WK 2022 kwalificatie   | 2          | 0                                          | 0           |
| 14 juni 2021      | Glasgow, Schotland           | Schotland – Tsjechië     | 0 – 1   | EK 2020                | 0          | 0                                          | 0           |
| 18 juni 2021      | Sint-Petersburg, Rusland     | Zweden – Slowakije       | 1 – 0   | EK 2020                | 4          | 0                                          | 0           |
| 26 juni 2021      | Amsterdam, Nederland         | Wales – Denemarken       | 0 – 4   | EK 2020                | 4          | 0                                          | 1           |
| 8 september 2021  | Warschau, Polen              | Polen – Engeland         | 1 – 1   | WK 2022 kwalificatie   | 7          | 0                                          | 0           |
| 7 oktober 2021    | Turijn, Italië               | België – Frankrijk       | 2 – 3   | Nations League 2020/21 | 1          | 0                                          | 0           |
| 16 november 2021  | Podgorica, Montenegro        | Montenegro – Turkije     | 1 – 2   | WK 2022 kwalificatie   | 2          | 0                                          | 0           |
| 24 maart 2022     | Porto, Portugal              | Portugal – Turkije       | 3 – 1   | WK 2022 kwalificatie   | 6          | 0                                          | 0           |
| 2 juni 2022       | Praag, Tsjechië              | Tsjechië – Zwitserland   | 2 – 1   | Nations League 2022/23 | 3          | 0                                          | 0           |
| 23 september 2022 | Tallinn, Estland             | Estland – Malta          | 2 – 1   | Nations League 2022/23 | 2          | 0                                          | 1           |
| 26 november 2022  | Doha, Qatar                  | Tunesië – Australië      | 0 – 1   | WK 2022                | 3          | 0                                          | 0           |
| 2 december 2022   | Al Wakrah, Qatar             | Ghana – Uruguay          | 0 – 2   | WK 2022                | 7          | 0                                          | 0           |
| 23 maart 2023     | Kopenhagen, Denemarken       | Denemarken – Finland     | 3 – 1   | EK 2024 kwalificatie   | 4          | 0                                          | 0           |
| 20 juni 2023      | Reykjavik, IJsland           | IJsland – Portugal       | 0 – 1   | EK 2024 kwalificatie   | 7          | 1                                          | 0           |
| 8 september 2023  | Tbilisi, Georgië             | Georgië – Spanje         | 1 – 7   | EK 2024 kwalificatie   | 7          | 0                                          | 0           |
| 21 november 2023  | Athene (stad), Griekenland   | Griekenland – Frankrijk  | 2 – 2   | EK 2024 kwalificatie   | 6          | 0                                          | 0           |
| 22 juni 2024      | Hamburg, Duitsland           | Georgië – Tsjechië       | 1 – 1   | EK 2024                | 9          | 0                                          | 0           |
| 26 juni 2024      | Frankfurt am Main, Duitsland | Slowakije – Roemenië     | 1 – 1   | EK 2024                | 4          | 0                                          | 0           |
| 5 september 2024  | Kopenhagen, Denemarken       | Denemarken – Zwitserland | 2 – 0   | Nations League 2024/25 | 8          | 1                                          | 1           |
| 15 november 2024  | Athene, Griekenland          | Griekenland – Engeland   | 0 – 3   | Nations League 2024/25 | 5          | 0                                          | 0           |
| 23 maart 2025     | Genk, België                 | België – Oekraïne        | 3 – 0   | Nations League 2024/25 | 6          | 0                                          | 0           |
| 7 juni 2025       | Helsinki, Finland            | Finland – Nederland      | 0 – 2   | WK 2026 kwalificatie   | 3          | 0                                          | 0           |

Laatst bijgewerkt op 8 juni 2025.